# 伊万·吉廖夫
伊万·亚历山德罗维奇·吉廖夫（俄語：Иван Александрович Гирёв，2000年6月29日—）来自雅罗斯拉夫尔州加夫里洛夫-亚姆，是一名俄罗斯男子游泳运动员，主攻自由泳。他在7岁时开始练习游泳，第一任教练是Elena Ksenofontova，13岁时他的教练换为Avdeeva Nikolaevna和Andrey Shishin。2015年，他入选欧洲青少年奥林匹克运动会，首次参加国际主要比赛，获得男子4×100米自由泳接力项目的金牌。2018年，他参加世界短池游泳锦标赛，获得接力项目银牌，这是他首次获得国际成年主要赛事奖牌。